# Rafael Dutrús Zamora (Llapisera)
Rafael Dutrús Zamora “Llapisera” (Cheste, Valencia; 1892 – Valencia; 1960), fue un torero español. Se le considera, junto a Carmelo Tusquellas "Charlot", creador de la modalidad taurina del  toreo cómico o bufo, que se denominan charlotadas.

## Origen de su nombre artístico
Según la nieta del famoso torero, el origen del nombre “Llapisera” se remonta a cuando Rafael era un joven de doce años. Este se encontraba viajando en un tren y la señora que se sentaba de frente, le preguntó por su nombre a lo que el joven respondió que Rafael, y, la mujer, en valenciano, le dijo: «Tu no t'anomenes Rafael. Tu eres més alt que una llapisera, tu sembles una  Llapisera». que en español sería: Tu no te llamas Rafael. Tu eres más alto que un lápiz, tu te pareces a un lápiz. Desde entonces, se le conoció así, hasta el punto de que adoptó ese mote como nombre artístico. No ha sido comprobado si esto es verídico pero los habitantes de Russafa, Valencia cuentan dicha historia. 

## Tipología de sus espectáculos
Sus espectáculos fueron disfrutados, además de en España, en Francia, Marruecos (cuando fue protectorado español) y América Latina. Sus andaduras tuvieron lugar de 1916 a 1959.
Era costumbre habitual presentar su espectáculo en Valencia o Castellón, según fueran las fiestas de las Fallas de Valencia o las Fiestas de la Magdalena.
Sus espectáculos eran un compendio de toreo trágico-cómico, arte musical apoyado por una banda de música tocando en el ruedo cerca del toro y otros artistas a modo de pantomimas imitando unos a personajes célebres, Carmelo Tusquellas (Charlot) o creando personajes propios, el Bombero Torero, Laurelito, Arévalo (el padre del artista cómico Arévalo). De la seriedad de este arte nadie puede dudar, tanto es así que durante una actuación en Bilbao en junio de 1936, un becerro causó la muerte del banderillero Navarrete, componente de la trupe de Llapisera.
Habitualmente en sus espectáculos dedicaba una de sus partes al toreo serio, actuando así en sus comienzos, como becerristas, Rafaelillo, Juanito Belmonte y Luis Miguel Dominguín.
Rafael Dutrús, como ‘Llapisera’, dio pruebas de su finura y buen hacer como torero.
En 1958 sufrió una hemiplejía falleciendo el 16 de febrero de 1960.

## Comienzos
En 1908 se presentó como novillero en la plaza de toros de Valencia. Más tarde al empresario don Eduardo Pagés le llamó la atención este joven novillero, alto y delgado, vestido con un elegante frac. Corría el año 1916 y el novillero en cuestión se apodaba ‘Llapisera’. Actuaba, con gran éxito, junto con otros dos novilleros ataviados a modo de charlot y otro vestido como los botones de los hoteles, Fernando Colomer "El Botones".

## Trayectoria artística
En 1916 en Tetuán (Protectorado español de Marruecos), ya existen crónicas de su espectáculo en compañía del torero cómico Charlot.
En 1921, el 31 de octubre y con ocasión de una corrida a beneficio de la madre (que estaba impedida) del banderillero Morenito de Valencia, Llapisera se estrena como torero ‘serio’ lidiando dos novillos, junto con Manuel Granero y Varelito que dieron cuenta de cuatro toros. El ganado era de Contreras y Llapisera se hizo aplaudir en quites y verónicas.
En 1930 presenta en el mes de julio su espectáculo cómico-taurino en la Maestranza de Sevilla.
En 1931 monta el espectáculo con la Banda del Empastre, agrupación cómico-musical nacida en Catarroja (Valencia). Su actuación más destacable fue en el Cirque d'Hiver de París llegando a 40 sus actuaciones con gran éxito.
En 1932 incorpora a su espectáculo a la banda músico-taurina los Calderones. Todo este elenco se presentó en la Magdalena de Castellón y causó verdadero furor. Los Calderones superaron incluso en comicidad y finura al mismo Llapisera. Una banda que interpretando melodías toreaba, realizando trucos inteligentemente elaborados.
1933 En este año montó el espectáculo los Ases, actuaban Blanco, Vilches y Aquilino junto con los toreros bufos El Bombero Torero, don Pepe y Laurelito que lidiaron un becerro. Rafael Ponce "Rafaelillo", tío-abuelo del gran maestro actual Enrique Ponce, que fue el encargado de dar muerte a la res. Otro becerro fue rejoneado y abanderillado por el sr. Aguado, montado en un coche descapotable. 50 artistas componían este espectáculo.
1935 Espectáculo Universal. Actuaba con Llapisera el bailarín Harry Fleming, como también la torera Pepita Ortega.
1955 Carrusel 55, a destacar los números ‘La Taberna turca’ y ‘Los faraones de las cuevas de Granada’ ‘El boxeo musical’ a cargo de Arévalo.
1957 Carrusel 1957, destaca el número ‘Los Arlequines de Seda y Oro’ y destaca Arévalo con su particular forma de lidiar el eral.